# Amphidromus cognatus
Amphidromus cognatus är en snäckart som beskrevs av Fulton 1907. Amphidromus cognatus ingår i släktet Amphidromus och familjen Camaenidae. IUCN kategoriserar arten globalt som nära hotad. Inga underarter finns listade i Catalogue of Life.

## Bildgalleri